# Les Maîtres Musiciens de la Renaissance Française
Les Maîtres Musiciens de la Renaissance Française ist eine von Henry Expert (1863–1952) herausgegebene Reihe mit Werken bedeutender Komponisten der französischen Renaissance in moderner Notation und mit kritischen Anmerkungen. 23 Bände der Reihe wurden veröffentlicht. Es gilt als monumentale Publikation, mit der der Herausgeber die Grundlagen der Edition musikalischer Quellen des 16. Jahrhunderts schuf und die Musikforschung des 19. Jahrhunderts vorantrieb. Dem Riemann-Musiklexikon zufolge ist es die erste bedeutende Denkmäler-Publikation französischer Mehrstimmigkeit. 
Der zuerst erschienene Band mit Werken von Orlando di Lasso enthält ein programmatisches Vorwort mit Erläuterungen seiner wissenschaftlichen Methode.
Eine Fortführung unter dem Titel Monuments de la musique francaise au temps de la Renaissance erschien erst 1924–29 in zehn Bänden; ein elfter Band folgte noch 1960. 

## Inhaltsübersicht
Kurztitel-Angabe der einzelnen, nicht nummerierten Bände mit jeweiliger Anzahl
- Eustache du Caurroy (1).
- 31 Chansons musicales (1).
- Claude Le Jeune (8).
- Guillaume Costeley (3).
- Danceries: Claude Gervaise (u. a., 1).
- Claude Goudimel (3).
- Clément Janequin (1).
- Orlando di Lasso (1).
- Liber quindecim missarum: Antoine Brumel, Pierre de la Rue, Jean Mouton, Antoine de Févin (2).
- Jacques Mauduit (1).
- François Regnard. Poesies de Pierre de Ronsard (u. a., 1)

## Bibliographische Angaben
- Expert, Henry (Editeur/Hrsg.): Les maitres musiciens de la Renaissance Francaise. Editions publiees par Henry Expert. Sur les manuscrits les plus authentiques et les meilleurs imprimes du XVIe siecle, avec variantes, notes historiques et critiques, transcriptions en notation moderne, etc. 23 Bände. Paris, Alphonse Leduc 1894–1906.